# 长蕊绣线菊
长蕊绣线菊（学名：Spiraea miyabei）为蔷薇科绣线菊属下的一个种。

## 变种
- 长蕊绣线菊无毛变种（学名：Spiraea miyabei var. glabrata）为蔷薇科绣线菊属下的一个变种。
- 长蕊绣线菊毛叶变种（学名：Spiraea miyabei var. pilosula）为蔷薇科绣线菊属下的一个变种。
- 长蕊绣线菊细叶变种（学名：Spiraea miyabei var. tenuifolia）为蔷薇科绣线菊属下的一个变种。

## 扩展阅读
- 維基物種上的相關：长蕊绣线菊